# Lei

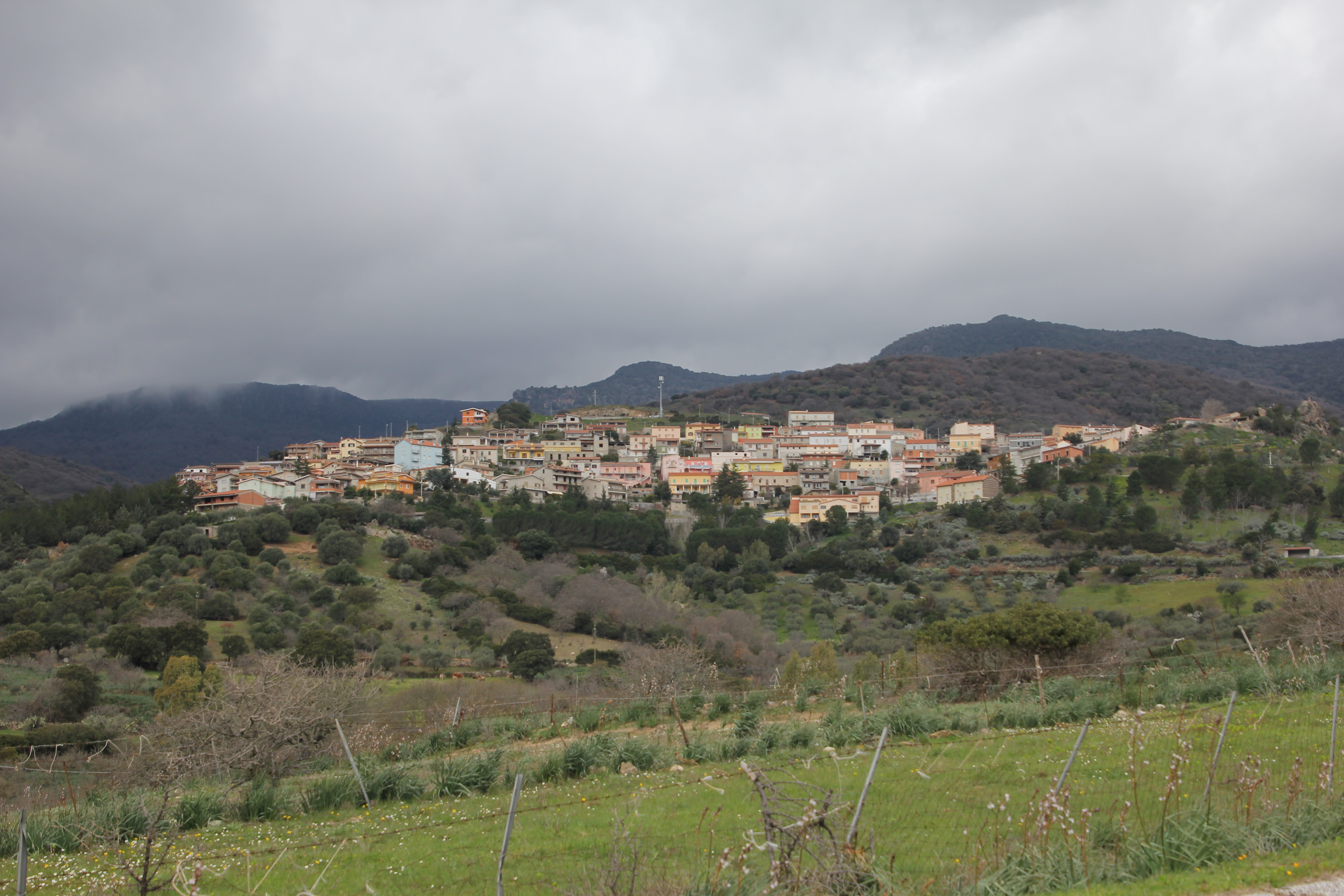
Lei, panorama

Lei là một đô thị ở tỉnh Nuoro ở vùng Sardinia của Italia, tọa lạc cách khoảng 120 km về phía bắc của Cagliari và cách khoảng 35 km về tây của Nuoro. Tại thời điểm ngày 31 tháng 12 năm 2004, đô thị này có dân số 617 người và diện tích là 19 km².
Lei giáp các đô thị: Bolotana, Silanus.